# 松平頼重
松平 頼重（まつだいら よりしげ、旧字体：松󠄁平󠄁 賴重）は、江戸時代前期の大名。讃岐国高松藩の初代藩主。高松松平家の祖。水戸藩2代藩主徳川光圀（水戸黄門）の同母兄、同3代藩主徳川綱條の実父。

## 生涯
元和8年（1622年）7月1日、水戸藩主徳川頼房の嫡男として江戸麹町にある家老三木之次の別荘で誕生。母は谷重則の娘・高瀬局。密かに養育されたのち、権大納言・滋野井季吉へ預けられ、天龍寺慈済院で学問および武芸などを学んだ。
その後寛永9年（1632年）に、水戸からの招きで藩邸に入るも、寛永14年（1637年）まで、父頼房に御目見できなかった。この間、水戸藩の世嗣には同母弟光圀が決定していた。寛永15年（1638年）に右京大夫を名乗り、家光に御目見した。このときの扱いは、光圀に次ぐ次男の扱いであった。
寛永16年（1639年）、常陸国下館5万石を与えられた。同19年（1642年）、讃岐国高松12万石に加増転封となる。高松就封にあたり、幕府より、西国諸藩の動静を監察する役目を与えられたという。
将軍名代として後水尾上皇に拝謁したり、交通の要所の讃岐を与えられるなど、次男扱いとされていても、嫡男に相応しい待遇を得ている。後に正室所生の二子（徳川綱方・徳川綱條）が光圀の養子となり、水戸藩の家督は次男綱條が継ぐ。一方、頼重は光圀の子・松平頼常を養子に迎え、延宝元年（1673年）に家督を譲って隠居した。元禄8年（1695年）4月12日、死去。74歳。

## 年表
- 1622年（元和8年）：出生
- 1638年（寛永15年）：将軍家初見
- 1639年（寛永16年）：常陸下館5万石
- 1642年（寛永19年）：讃岐高松12万石転封（5月28日）
- 1673年（延宝元年）：隠居（2月19日）、同月28日、出家。龍雲軒源英と号する。
- 1695年（元禄8年） ：卒、享年74。

## 官歴
※日付＝旧暦
- 1638年（寛永15年）11月2日、従五位下に叙し、右京大夫に任官。時に、松平の苗字を称する。
- 1640年（寛永17年）3月4日、従四位下に昇叙し、侍従を兼任。
- 1656年（明暦2年）2月25日、従四位上に昇叙し、左近衛権少将に遷任。右京大夫如元。
- 1662年（寛文2年）1月27日、右京大夫から讃岐守に遷任。左近衛権少将如元。
- 1918年（大正8年）：贈正三位（11月15日）

## 逸話
- 従兄の将軍・家光とは共に風呂に入る程の親密な関係であった。高松藩主の伺候席は定溜であり[1]、家光の庶弟：保科正之を始祖とする会津藩主と同格である。
- 玉川上水より9年早い時期の寛永21年（1644年）、矢延平六に命じて、現代まで水不足で知られる高松城下に、配水枡・配水管を地中埋設した、日本で初めてといわれる本格的な上水道を敷設している。水源は亀井戸などで、跡地に今も水神社が残る。
- 武者小路千家の祖、一翁宗守を藩の茶道指南役に据えるなど、文化面でも大きく寄与した。神仏への崇敬厚く、藩内の寺社を再興・修復し、寄進も行った。頼重は和歌も嗜んだことから、その折に三十六歌仙扁額を金刀比羅宮（狩野探幽・尚信・安信兄弟筆）、白峯寺（同じく狩野三兄弟筆）、白鳥神社（狩野安信筆）、石清尾八幡宮（狩野安信筆、昭和61年（1986年）の火災で焼失）、善通寺、法然寺に奉納している[2]。
- 高松藩士が記した『盛衰記』によれば、「英公節公御代迄は諸大名衆江戸屋敷にて公儀の死罪之者を壱人宛御申請生袈裟被成候其時代之風儀に御座候」とあり、英公（頼重）と節公（2代藩主松平頼常）の時代までは、諸大名が公儀の死罪人を一人ずつ申し受け、江戸の藩邸で生袈裟（生きたまま斬り殺す）にしていた。これは当時の慣わしだった。頼重も頼常も幕府から貰い受けた罪人を生きたまま試し斬りにしたが、3代藩主松平頼豊以降は幕府がそのような慣習を廃止したため、高松藩に限らずどの藩でも行われなくなったという[3]。
- 延宝元年（1673年）に致仕した際、時の将軍徳川家綱に、参勤交代の簡素化を上申した[4]。

## 系譜
- 正室：万姫 - 土井利勝娘
  - 長男：徳川綱方（1648年 - 1670年） - 徳川光圀養子
  - 長女：糸姫 - 清涼院、有馬頼利正室
  - 次男：徳川綱條（1656年 - 1718年） - 徳川光圀養子
- 側室：六（別府氏）
  - 次女：勝姫
  - 三男：頼考[注 1]
- 側室：松野 - 樺島吉明娘
  - 四男：頼侯（1661年 - 1687年） - 松平図書家
  - 六男：竹松
- 側室：関野（山本氏）
  - 五男：頼直[注 2]
  - 五女：万姫 - 興正寺20世円超良尊養女、21世由常寂岷室
  - 六女：市姫
- 側室：式部（山泉氏）
  - 三女：長姫 - 鷹司兼熙室
- 側室：宮内（渡邊氏） 
  - 四女：彦姫 - 松平頼常養女、大久保公卓正室
- 側室：左京（三好氏）
  - 七男：頼芳（1667年 - 1706年） - 松平大膳家
- 養子
  - 男子：頼常（1652年 - 1704年） - 徳川光圀長男
  - 女子：犬姫（大姫・本源院） - 徳川頼房九女、細川綱利正室
  - 女子：多阿姫 - 太田資政娘、彦坂玄年室
- 猶子
  - 男子：超秀 - 佛光寺随如堯庸、興正寺昭超准秀六男